# Tour Choukhov

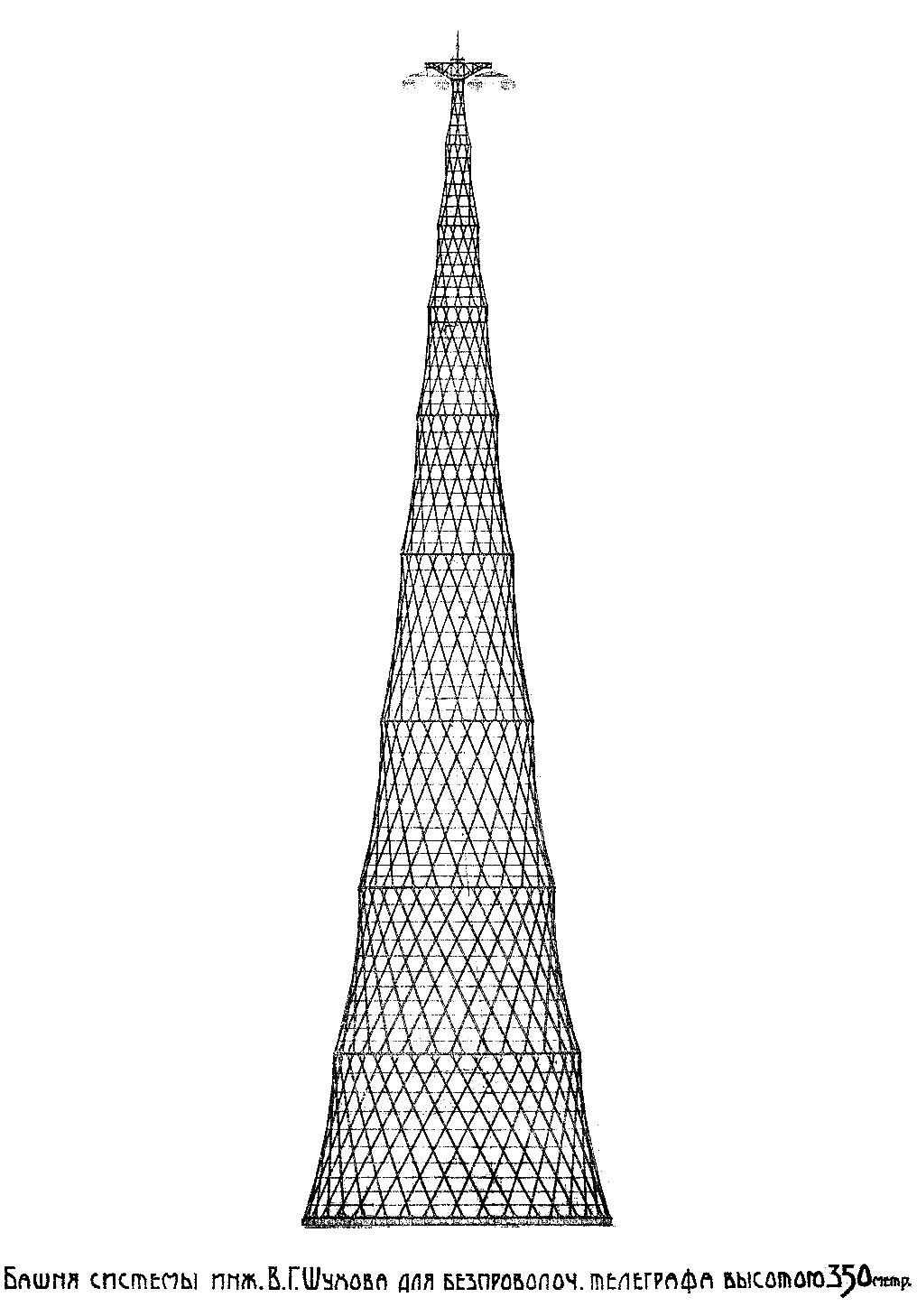
Le premier projet de la Tour Choukhov, d'une hauteur de 350 mètres, 1919.

La tour Choukhov (en russe : Шуховская башня, Choukhovskaïa bachnia), également connue sous le nom de tour de Chabolovka, est une tour de radio et télé-diffusion située à Moscou, en Russie.

## Situation
L'édifice s'élève au numéro 8 de la rue Choukhov, dans le district administratif sud et le district de Danilovski.

## Historique
La tour est commandée par Lénine qui veut se servir de la radio pour diffuser la parole communiste. Dans les plans initiaux, elle doit mesurer 350 mètres de haut, mais, par manque de matières premières, elle ne s'élèvera finalement qu'à 148 mètres. Elle est construite par Vladimir Choukhov entre 1920 et 1922 et sert alors de tour de transmission pour la compagnie de radiodiffusion soviétique.
La tour se dégrade progressivement et en 2009, Vladimir Poutine souhaite la faire restaurer afin de la transformer en une attraction ouverte au public mais les travaux ne sont pas engagés. En 2013, le Comité d'État pour la télévision et la radio décide son démantèlement. Une importante mobilisation a alors lieu pour la sauver, les médias russes en débattent abondamment et une pétition est lancée, signée par des architectes, ingénieurs, universitaires et personnalités du monde culturel. Le ministère russe de la Culture approuve l'idée de l'architecte en chef de la ville de Moscou de démonter la tour et de la reconstruire ailleurs. En septembre 2014, le conseil de la ville décide d'inscrire l'édifice sur la liste des monuments à protéger.

## Architecture
D'une hauteur de 148,5 mètres à l'origine, surélevée par la suite par de nombreuses antennes, elle culmine aujourd'hui à 160 mètres et pèse 220 tonnes. Sa forme hyperbolique, à l'ossature en fer puddlé, était alors unique au monde. Son armature est légère et résillée, en toile d'araignée, les vides l'emportant sur les pleins. Parsemée d'une multitude de petits projecteurs qui en pointillent de rouge les contours, sa forme est celle d'une cornue retournée, longue et effilée, serrée par des anneaux allant se rétrécissant de la base au sommet, traduction métallique des ondes concentriques diffusées par l'émetteur.

## Galerie

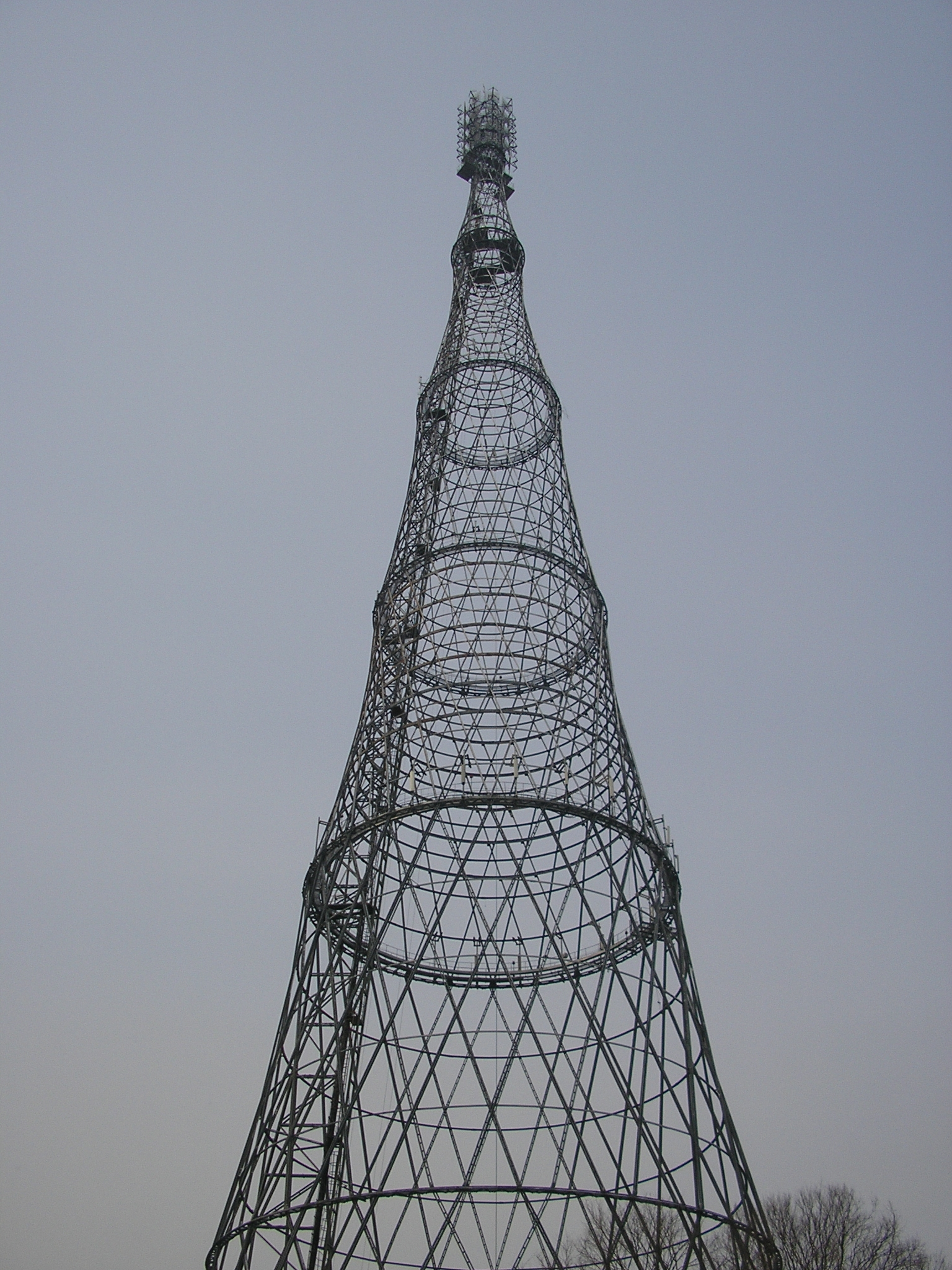
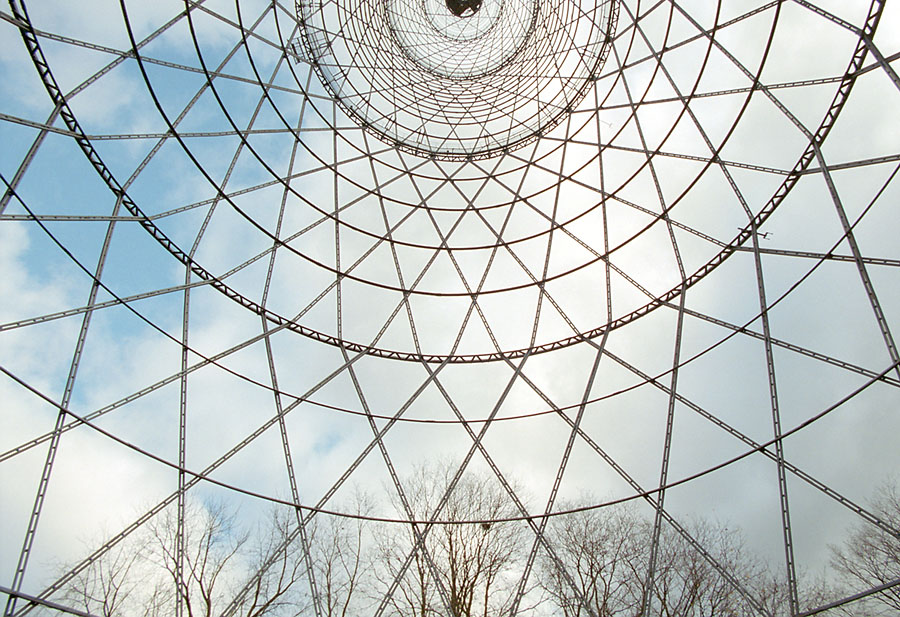
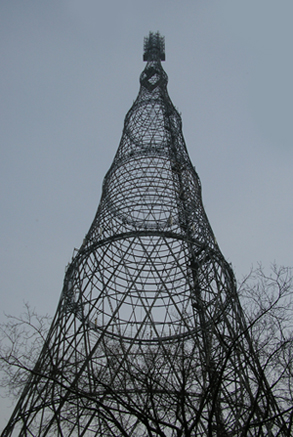
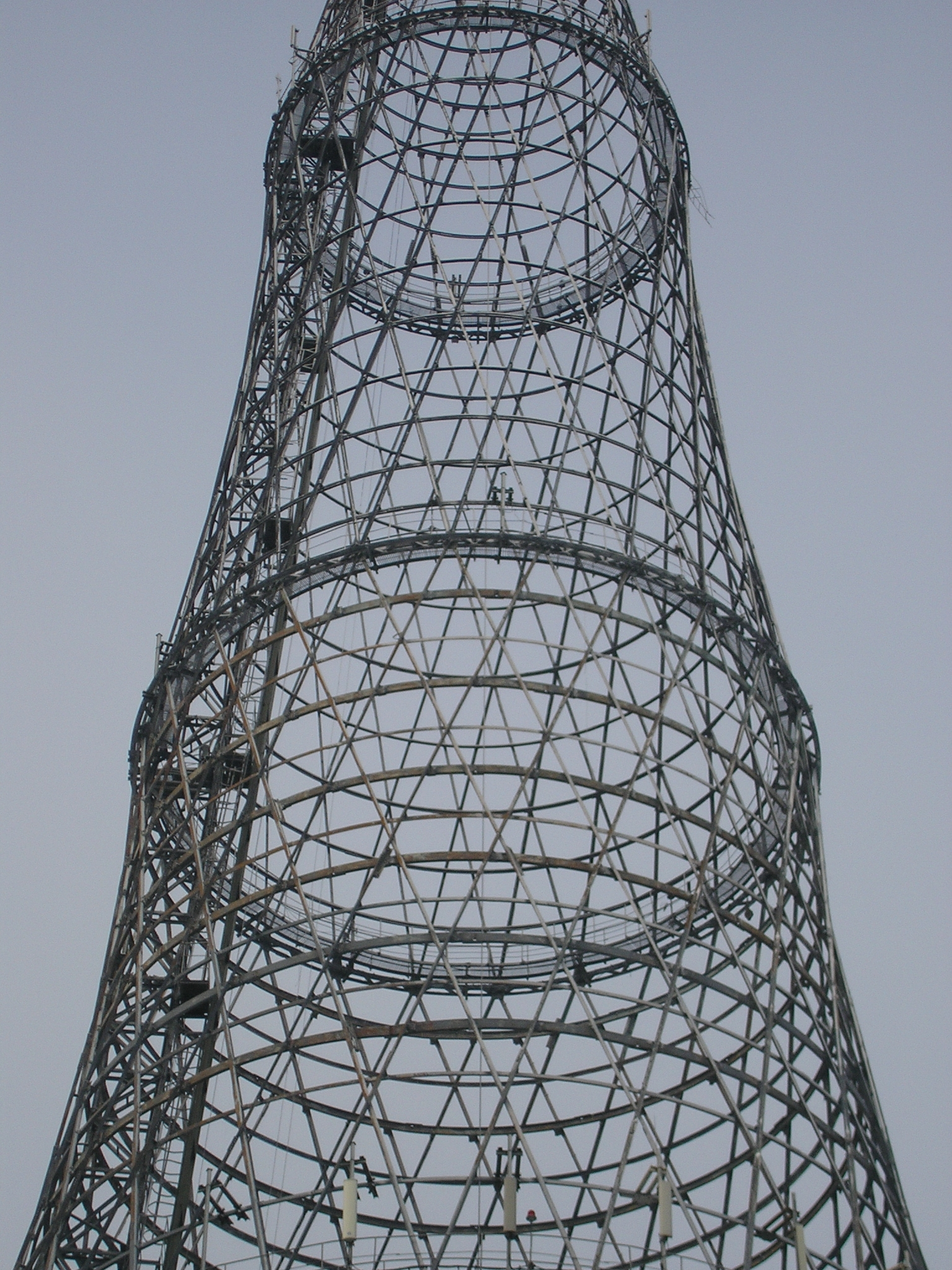
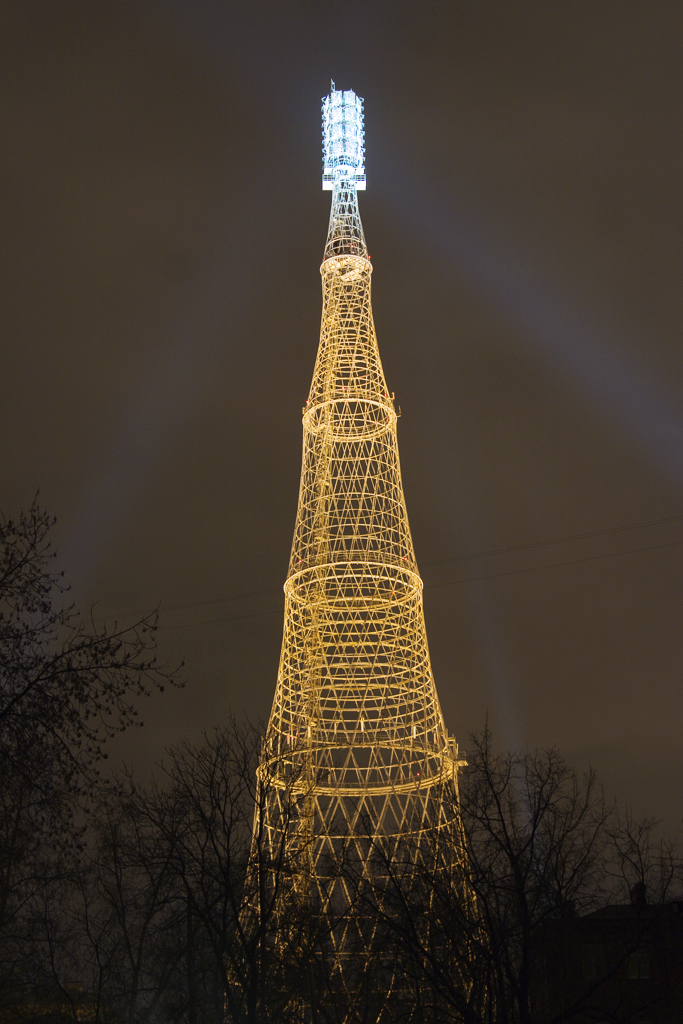
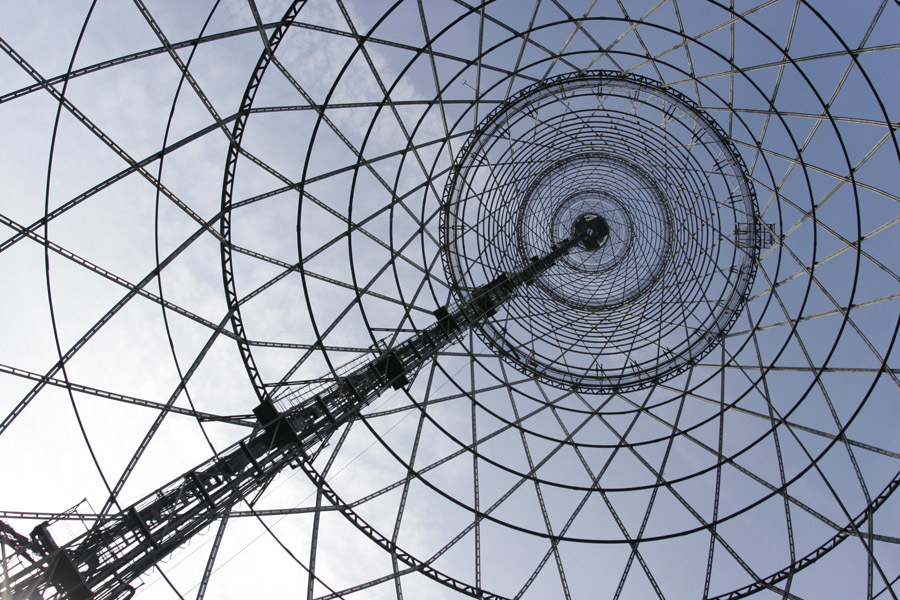
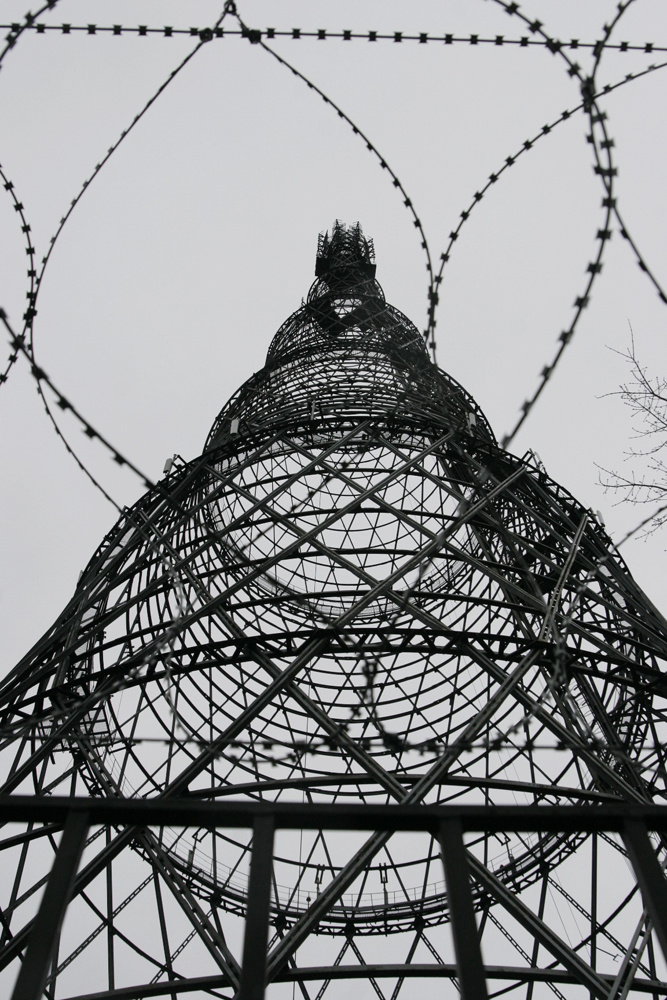